# Viedma
Pour les articles homonymes, voir Viedma (homonymie).
Viedma est une ville d'Argentine et la capitale de la province de Río Negro ainsi que le chef-lieu du département d'Adolfo Alsina. Elle est située à l'est de la province, sur la rive droite du fleuve río Negro, face à la ville de Carmen de Patagones, qui est dans la province de Buenos Aires, et avec laquelle elle forme une seule agglomération. La ville comptait 47 246 habitants au recensement de 2001.

## Histoire
Dans les années 1980, le président Raúl Alfonsín proposa de déménager la capitale argentine, de Buenos Aires à Viedma. Si un projet de loi fut ratifié dans ce sens par le Chambre des députés en 1987, il rencontra une vive opposition au Sénat, qui fit abandonner la proposition.

## Voies d'accès
Pour arriver à Viedma par voie terrestre il faut emprunter la route nationale 3, qui se trouve en excellent état et bénéficie d'une bonne signalisation, ou le train de Patagonie, qui relie la province de Río Negro d'est en ouest. Une autre option consiste à utiliser la voie aérienne, par différents vols dits de cabotage qui atterrissent dans l'aéroport local.

## Tourisme
Viedma, est la porte d'entrée de la Patagonie.
À la différence de la localité voisine de Carmen de Patagones, Viedma est un centre administratif moderne qui ne contient que quelques vestiges de son passé dans le quartier appelé "Manzana Histórica" (en français "îlot historique"), qui abrite la Cathédrale et l'ancien collège salésien, siège de l'évêché le plus ancien de la Patagonie. 
Parmi les principales attractions touristiques, on peut opter pour un tourisme écologique ou campagnard, faire connaissance avec les fermes qui se trouvent à l'ouest de la ville, visiter la localité de Carmen de Patagones et parcourir ses rues chargées d'histoire, ou réaliser la traversée du fleuve Río Negro à bord de canots rapides. D'autres options sont : la pratique de la pêche sportive sur barque, ou se rendre à l'embarcadère appelé "caleta de los loros" pour y faire une plongée.

## Climat

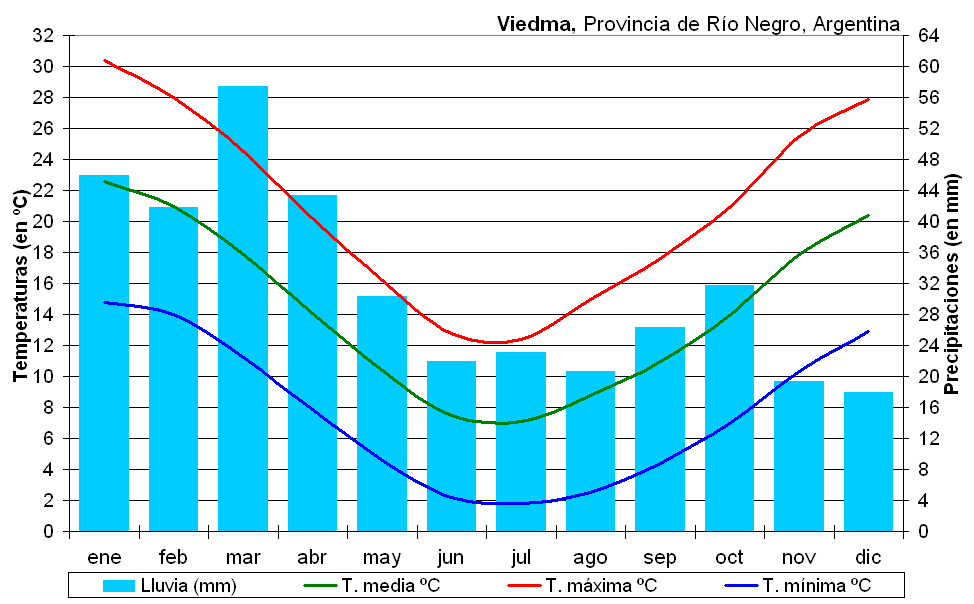
Climatogramme de Viedma.

Le climat de cette région est tempéré sec, avec des températures moyennes de 16 °C. Les précipitations sont rares (plus ou moins 200 mm par an), avec un léger maximum en mars.